# Държавна агенция „Национална сигурност“
Държавната агенция „Национална сигурност“ (ДАНС) е българска държавна агенция към Министерския съвет, която изпълнява политика по защита на националната сигурност.
ДАНС води началото си от политическата полиция и тясно свързаните с нея контраразузнавателни подразделения на Държавна сигурност, службата за сигурност на тоталитарния комунистически режим в България. При разпадането на тоталитарните системи на управление в началото на 1990 година те са преобразувани в Национална служба за защита на конституцията, преименувана през 1991 година в Национална служба „Сигурност“. Службата получава сегашния си вид на държавна агенция през 2008 година, когато към нея са присъединени и няколко по-малки служби – Дирекция „Защита на средствата за връзка“, Служба „Сигурност – Военна полиция и Военно контраразузнаване“ и Агенцията за финансово разузнаване.

## История

### Национална служба „Сигурност“
През януари 1990 година на основата на дотогавашните Второ главно управление (контраразузнаване), Четвърто управление (икономическо) и Шесто управление (борба срещу идеологическата диверсия) на Държавна сигурност е създадена Национална служба за защита на конституцията (НСЗК). или на 1 февруари В нея са прехвърлени 581 от 908-те служители на Второ, Четвърто и Шесто управление, като останалите са пенсионирани или съкратени. Първоначално общият щат на службата е 780 души, от които 581 офицери, 92 сержанти и 113 волнонаемни.
По думите на първия началник на НСЗК Красимир Саманджиев тя трябва да продължи дейността на Държавна сигурност, съобразявайки се с новата политическа обстановка, като продължи да се противопоставя на тези, които „искат да демонтират нашия социалистически строй и нас“. Сред приоритетните задачи, с които се заема службата и систематичното унищожаване на архивни материали за незаконни или компрометиращи дейности на Държавна сигурност, както и личните дела на агенти, които не може да бъдат ползвани в бъдеще.
През юли 1991 година НСЗК е преименувана на Национална служба „Сигурност“.

### След 2008 година
Агенцията съществува от 1 януари 2008 г. Създадена е от XL народно събрание чрез гласуване на второ четене на Закона за Държавна агенция „Национална сигурност“ на 11 декември 2007 г. Законът е обнародван в Държавен вестник бр. 109 от 20 декември 2007 г., а след това изменян – бр. 69 от 5 август 2008 г., бр. 94 от 31 октомври 2008 г. (в сила от 1 януари 2009 г.)
Държавната агенция „Национална сигурност“ е правоприемник на Национална служба „Сигурност“ и дирекция „Защита на средствата за връзка“ в Министерството на вътрешните работи, на военното контраразузнаване в служба „Сигурност – Военна полиция и Военно контраразузнаване“ към министъра на отбраната и на Агенцията за финансово разузнаване. Всички служители от структурите на бившите служби, слели се в новата агенция, са преназначени на щат в ДАНС по закон, като привилегиите им са значително увеличени. Това предизвиква недоволство сред останалите служители на МВР, МО и МФ. При преназначаване в новата служба на служителите от структурите слели се в нея, не е извършван реподбор, атестация и/или оценка на работата им, но е била ограничена щатната им бройка и временно замразени назначаванията на нови служители.
През март 2011 г. за директор на ДАНС е назначен Константин Казаков, който се оттегля в края на май 2013 г. след предсрочните парламентарни избори, проведени по-рано същия месец. На 14 юни без никакви дебати освен кратко изказване на лидера на БСП Сергей Станишев, Народното събрание избира депутата от ДПС Делян Пеевски за председател на ДАНС. Номинацията му е представена от премиера Пламен Орешарски. Само няколко часа след това назначение, още същия ден на протест в центъра на София излизат няколко десетки хиляди. На следващия ден Пеевски се оттегля от поста и Народното събрание отменя решението за назначението. В периода 2013 – 2015 председател на ДАНС е Владимир Писанчев. От март 2015 г. поста заема Димитър Здравков Георгиев.

## Основна дейност
ДАНС извършва дейност за наблюдение, разкриване, противодействие и предотвратяване на замислени, подготвяни или осъществявани посегателства срещу националната сигурност, включително в Министерството на отбраната, Българската армия и структурите на подчинение на министъра на отбраната, свързани със:
1. разузнаване в полза на чужди сили;
2. опасност за суверенитета, териториалната цялост на държавата и единството на нацията;
3. противоконституционна дейност;
4. участие на лица, заемащи висши държавни длъжности, в корупция и връзки с организираната престъпност;
5. прилагане на сила или използване на общоопасни средства с политическа цел;
6. опасност за икономическата и финансовата сигурност на държавата;
7. опасност за екологичната сигурност на държавата;
8. нарушаване функционирането на Националната система за защита на класифицираната информация;
9. застрашаване сигурността на стратегически за страната обекти и дейности;
10. деструктивно въздействие върху комуникационни и информационни системи;
11. международен тероризъм и екстремизъм;
12. незаконна международна търговия с оръжие, изделия или технологии с двойна употреба;
13. незаконно производство, съхраняване и разпространение на общоопасни средства, изделия или технологии с двойна употреба, наркотични вещества и прекурсори, когато това поражда опасност за нормалното функциониране на държавните органи;
14. трансгранична организирана престъпност, когато поражда опасност за националната сигурност;
15. незаконни миграционни процеси, застрашаващи националната сигурност;
16. сключване на неизгодни договори, изпиране на пари и усвояване на фондове от Европейския съюз чрез измама;

Агенцията в изпълнение на тези дейности осъществява и оперативно-издирвателна дейност, информационна (изгражда, поддържа и ползва информационни фондове) и контролна дейност (върху функционирането на Националната система за защита на класифицираната информация).

### Информативни функции
Съгласно Закона за Държавна агенция „Национална сигурност“ председателят ѝ предоставя едновременно еднаква по обем и съдържание информация на Президента на Република България, на председателя на Народното събрание и на министър-председателя.

### Принципи на работа
Съгласно Закона за ДАНС, държавната структура изпълнява своята дейност въз основа на следните принципи:
1. спазване на Конституцията, законите и международните договори, по които Република България е страна;
2. зачитане и гарантиране на правата на човека и основните свободи;
3. защита на информацията и на източниците за придобиването ѝ;
4. обективност и безпристрастност;
5. сътрудничество с гражданите;
6. политически неутралитет;

### Контрол върху дейността
Съгласно Закона за ДАНС контролът върху дейността ѝ е единствено парламентарен и се осъществява от специализирана постоянна комисия на Народното събрание, като председателят, заместник-председателите и служителите на агенцията са длъжни да се явят при покана пред Народното събрание или комисията и да предоставят исканата им информация. Единствено с парламентарния контрол се опорочава въведения от законодателя принцип за сътрудничество с гражданите в работа на агенцията. Законовите регламентации, добрите практики и обичаи в работата на престижните и чуждестранни аналогични служби за сигурност предвиждат и въвеждат и граждански контрол върху дейността на службите за сигурност, като парламентарните комисии осъществяващи контрола върху дейността на специалните служби са по правило доминирани от опозицията (а не от парламентарното мнозинство, както е в България), предвид съществуване на действителни гаранции за съблюдаване и спазване принципите на обективност, безпристрастност и политически неутралитет в дейността на службите за сигурност.  Доминантният контрол от опозицията върху дейността на специалните служби осуетява възможността те да бъдат превратно използвани с политически цели, както и за дискредитиране на неудобни на властта организации, граждански сдружения и личности.

### Отчети
ДАНС за първи път от създаването си се отчита на 20 март 2009 г. пред пресата за дейността си през 2008 година. От отчета става ясно, че:
- действащата нормативна уредба за използването на специални разузнавателни средства пречи на работата на агенцията и тя трябва да се промени;
- в резултат на оперативно-издирвателната и оперативно-техническата дейност на агенцията на съдебната власт са предоставени за реализация материали по над 380 случая, с което е пресечена престъпната дейност на 405 лица. На базата на разработки на ДАНС са образувани над 170 досъдебни производства;
- ДАНС е подала 9 сигнала до Върховната касационна прокуратура във връзка със Закона за мерките срещу прането на пари, като е засякла пране на пари на стойност 375 милиона евро;
- по сигнали на агенцията министърът на финансите Пламен Орешарски е спрял две финансови операции, като в тази връзка са влезли в сила 48 наказателни постановления на обща стойност 130 хиляди лева;
- агенти на ДАНС са влезли в дирите на руски групи на организираната престъпност, вследствие на което е образувано предварително производство и са задържани за пране на пари двама представители на руската мафия, като са блокирани преводи за 221 000 евро и са запорирани банкови сметки за 8 милиона евро;
- задържан е български гражданин за финансови измами в САЩ за 117 000 щатски долара;
- ДАНС е уличила заместник-председател на ДАМС, заместник областен управител и висш магистрат в престъпна дейност;
- за злоупотреба с фондове на ЕС, по материали от ДАНС са образувани 2 предварителни производства в прокуратурата;
- установено е увреждане на икономическите интереси на страната в ТЕЦ Марица Изток 2, в ПФК ЦСКА във връзка с недвижима собственост на „Кремиковци“ АД – в особено големи размери и по този повод са образувани досъдебни производства;
- установена е схема за неправомерно усвояване на ДДС, при което бюджета на страната е ощетен с над 5 милиона лева, като е образувана преписка в Окръжна прокуратура – Пловдив (за справка: схемите за неправомерно източване на ДДС по официални статистики увреждат бюджета с няколко милиарда лева);
- по разработка на ДАНС е образувано следствено дело срещу три лица, извършвали незаконен трансфер на финансови средства и източвали банкови сметки при интернет банкиране;
- по сигнал от ДАНС е образувано следствено дело срещу служител на НЗОК, събирал и предавал на трети лица служебна и класифицирана информация с цел лично облагодетелстване;
- в системата на МО и БА по материали от ДАНС са образувани 2 следствени дела и 2 досъдебни производства за злоупотреба със служебно положение с цел лично облагодетелстване при възлагане на обществени поръчки;
- при операции на ДАНС са иззети 3,5 тона марихуана и 50 килограма суровина за производство на синтетични наркотици, като е задържана пратка от 77 килограма хероин и е разкрита 1 нарколаборатория, по които данни срещу виновните лица са образувани предварителни производства, а на чуждестранните граждани е наложена или е в ход процедура по налагане на принудителни административни мерки – експулсиране, отнемане на право на пребиваване и забрана за влизане в страната;
- за пропаганда на антидемократична идеология, по сигнал на ДАНС, Софийската градска прокуратура е образувала предварително производство срещу 1 лице, а друго пак по сигнал от агенцията, във връзка с подготовка за организиране на гражданско неподчинение и за принадлежност към структура от неофашистки тип, е осъдено ефективно;
- по материали от ДАНС е заличена регистрацията на търговско дружество и фондация, използвани за прикритие на нерегистрирана турска ислямистка секта и на ливанска ислямистка организация;
- осъществявана е рутинна дейност по Закона за чужденците;
- в рамките на контрола върху сделките със специална продукция, ДАНС съвместно с прокуратурата и митническата администрация е пресякла опит за износ на такава продукция през „Летище Бургас“ и „Порт Варна“;
- седмично се изготвят информационни, аналитични и прогностични материали за нуждите на други институции;
- на експертно ниво служители на агенцията участват при анализирането на конфликти и кризи, и при подготовката на предложения за позицията на страната по международни въпроси;[11]

## Критики и противоречия
Месеци след създаването на ДАНС, през август 2008 година, тя става център на шумния скандал около Информационно дело „Галерия“. Станалата публична заради него информация създава впечатлението, че службата продължава традициите на предшественика си Държавна сигурност и систематично събира компрометиращи материали за обществени личности, за да ги използва за изнудване и контрол.
В края на август 2014 г. бившият шеф на контраразузнаването и политик от ДСБ ген. Атанас Атанасов оповестява публично в ефира на телевизия Би Ти Ви, че по време на кабинета на Пламен Орешарски ДАНС и МВР са подслушвали Касим Дал, представител на политическата опозиция, във връзка с постъпил срещу него анонимен сигнал, който го обвинява в планиране на убийството на Лютви Местан и Делян Пеевски. Според Атанасов сигналът за готвеното от Дал покушение срещу Местан и Пеевски е скалъпен, за да се държи под контрол един политически деец, който е критик на една от партиите във властта.

### Обществен дебат за статуса на агенцията
Необходимостта от създаване на агенция свързана с националната сигурност е изключително дискусионен, а и болезнен въпрос за българското общество, предвид неизчистения ѝ статут на структура свързана с националната сигурност. Законът за създаването ѝ придава на бившето контраразузнаване полицейски правомощия и ангажименти, като същевременно натоварва службата с разкриване на случаи на корупция сред лица заемащи висши държавни длъжности, както и на връзките им с организираната престъпност.
Твърде широкото дефиниране на правомощията на агенцията и на нейните служители, както и непрецизирания ѝ статус по закон, я правят своеобразен „хибрид“ между тайна полиция, класическо контраразузнаване и специализирана служба за противодействие на престъпността и корупцията. Дейността на агенцията всява смут сред обществото, което подклажда съмнения за разминаване между законово дефинирани и действено изпълнявани принципи, съобразно предписанията на законодателя и очакванията сред обществото.

## Ръководители
Званията са към датата на заемане на длъжността.
Началници на Националната служба за защита на конституцията
- Генерал-майор Красимир Саманджиев (25 януари 1990 – 10 април 1990)
- Георги Пилев (10 април 1990 – 1 май 1991)
- Чавдар Петков (1 май 1991 – юли 1991)

Директори на Национална служба „Сигурност“
- Полковник Чавдар Петков (юли 1991 – юли 1992)
- Полковник Арлин Антонов (юли 1992 – 21 септември 1993)
- Полковник Стефан Димитров (21 септември 1993 – 26 юни 1995)
- Полковник Юлий Георгиев (26 юни 1995 – януари 1997)
- Полковник Владимир Манолов (януари-8 септември 1997), временно изпълняващ длъжността
- Полковник (ген.-майор от 1999) Атанас Атанасов (8 септември 1997 – декември 2001), до 8 септември 1998 г. е временно изпълняващ длъжността
- Полковник Иван Драшков (декември 2001 – 18 февруари 2002), временно изпълняващ длъжността
- Генерал-майор Иван Чобанов (18 февруари 2002 – 11 януари 2007)
- Генерал-майор Иван Драшков (11 януари 2007 – 27 декември 2007)

Председатели на Държавна агенция „Национална сигурност“
- Петко Сертов (27 декември 2007 – 10 август 2009)
- Цветлин Йовчев (10 август 2009 – 9 март 2011)
- Константин Казаков (9 март 2011 – 17 юли 2013)
- Делян Пеевски (17 юли 2013 – 19 юли 2013)
- Владимир Писанчев (19 юли 2013 – 11 март 2015)
- Димитър Георгиев (18 март 2015 – 26 май 2021)
- Пламен Тончев (26 май 2021 – 4 юни 2025)
- Деньо Денев (4 юни 2025), временно изпълняващ длъжността